# Wilthen
Wilthen (alt sòrab: Wjelećin) és un municipi alemany que pertany a l'estat de Saxònia. Limita amb els municipis d'Obergurig, Großpostwitz, Kirschau, Schirgiswalde i Steinigtwolmsdorf. Comprèn els nuclis de Sora (Zdźar), Irgersdorf (Wostašecy) i Tautewalde (Tućicy).

## Evolució demogràfica
| - 1834 - 1.180 - 1885 - 2.035 | - 2002 - 6.761 - 2004 - 6.336 - 2007 - 5.870 - 2008 - 5.780 |

## Història
Wilthen va sorgir d'un poble sòrab esmentat primer el 1222. El 1669 el poble va rebre el títol de ciutat i el mercat. Tot i així, ha estat considerat com a poble perquè hi ha només uns pocs mercats d'un any. Tres-cents anys més tard, es va convertir novament en ciutat. Des de 1972 Wilthen és un lloc oficial de recuperació (Erholungsort).